# Ultimate Big Brother
Ultimate Big Brother est le finale de Big Brother et Celebrity Big Brother sur Channel 4, après 10 années d'antenne.
L'émission a été animée par Davina McCall.
L'émission a sacré Brian Dowling grand vainqueur, il était déjà le gagnant de l'édition 2001.
En France une version similaire arriva le 18 mars 2011, Carré ViiiP, un échec en matière d'audience.

## Principe
Les règles sont les mêmes que dans les autres saisons de Big Brother, sauf que chaque candidat a déjà eu un parcours dans le jeu antérieurement (de 2000 à 2010 suivant les saisons).
Dans cette version, qui dure 18 jours, un groupe de personnes doivent vivre ensemble dans une maison, isolée de l'extérieur mais filmée continuellement par des caméras de télévision. Les candidats sont en compétition pour gagner l’ultime place. 
Les candidats doivent aussi faire n'importe quels travaux domestiques. Les tâches sont conçues pour examiner leurs capacités et esprit de communauté dans le travail en équipe, et dans quelques pays, le budget des achats dépend souvent du résultat de l'ensemble de toutes les tâches. 

## Déroulement
Les 11 premiers candidats sont entrés dans la maison le 24 août 2010, juste après la finale de Big Brother 11 qui a couronné Josie. Elle a donc directement eu son ticket par Big Brother pour la dernière aventure.
Pour les 186 anciens candidats de Big Brother 1 à 11 et 68 célébrités de Celebrity Big Brother 1 à 7, c'est Big Brother qui en a sélectionné 10 autres.
Deux candidats sont entrés le 27 août 2010, le jour de la première élimination.
Une dernière candidate est entrée le 4 septembre 2010, le jour de la double élimination.
Le 10 septembre 2010 est le jour de la finale. Pendant l’émission est diffusé un reportage sur Jade Goody, rendue célèbre lors de la 3e saison, décédée en mars 2009. 

### Arrivées
Par ordre d'arrivée dans la maison : 
- Josie Gibson : Gagnante du BB11
- Chantelle Houghton : Gagnante du CBB4
- Samuel Preston : Finaliste du CBB4
- Nadia Almada (en) : Gagnante du BB5
- Brian Dowling (en) : Gagnant du BB2
- Makosi Musambasi (en) : Finaliste du BB6
- Ulrika Jonsson (en) : Gagnante du CBB6
- John McCririck (en) : Éliminé du CBB3
- Coolio : Finaliste du CBB6
- Nikki Grahame : Finaliste du BB7
- Nick Bateman : Exclu du BB1
- Victor Ebuwa (en) : Éliminé du BB5
- Michelle Bass (en) : Éliminée du BB5
- Vanessa Feltz (en) : Éliminée du CBB1

## Candidats
| Candidat           | Occupation                           | Entrée jour | Sortie jour | Résultat  |
| ------------------ | ------------------------------------ | ----------- | ----------- | --------- |
| Brian Dowling      | Vainqueur de Big Brother 2           | 1           | 18          | Vainqueur |
| Nikki Grahame      | Finaliste de Big Brother 7           | 1           | 18          | Deuxième  |
| Chantelle Houghton | Vainqueur de Celebrity Big Brother 4 | 1           | 18          | Troisième |
| Victor Ebuwa       | Candidat de Big Brother 5            | 4           | 18          | Quatrième |
| Nick Bateman       | Candidat de Big Brother 1            | 1           | 18          | Cinquième |
| Samuel Preston     | Finaliste de Celebrity Big Brother 4 | 1           | 18          | Sixième   |
| Ulrika Jonsson     | Vainqueur de Celebrity Big Brother 6 | 1           | 18          | Septième  |
| Vanessa Feltz      | Candidate de Celebrity Big Brother 1 | 11          | 16          | Éliminée  |
| Michelle Bass      | Candidate de Big Brother 5           | 4           | 16          | Éliminée  |
| Nadia Almada       | Vainqueur de Big Brother 5           | 1           | 11          | Éliminée  |
| Makosi Musambasi   | Candidate de Big Brother 6           | 1           | 11          | Éliminée  |
| Coolio             | Finaliste de Celebrity Big Brother 6 | 1           | 5           | Exclu     |
| John McCririck     | Candidat de Celebrity Big Brother 3  | 1           | 4           | Éliminé   |
| Josie Gibson       | Vainqueur de Big Brother 11          | 1           | 3           | Abandon   |

Légende :
- Vainqueur
- Deuxième place
- Troisième place
- Finaliste(s)
- Éliminé(e)
- Abandon
- Exclusion
- Arrivé plus tard dans le jeu
- Invité(e)
- En compétition

## Semaines et Nominations
| Jour    | Résumé |
| ------- | --- |
| Jour 1  | Après la finale de la onzième et dernière saison, Josie est re-entrée dans la maison, suivie de Chantelle Houghton, Preston, Nadia, Brian, Makosi, Ulrika, John, Coolio, Nikki Grahame et Nick. Davina les a tous présentés avant leur montée de l'escalier. John annonce à Big Brother qu'il veut partir vendredi lors de l'élimination. |
| Jour 2  | Premier réveil dans la maison. Chantelle confit à Nikki qu'aujourd'hui elle aurait fêté son 4e anniversaire de mariage avec Preston. Ils sont désormais amis. Chantelle, Josie, Makosi et Ulrika ont toutes pleurés (à cause de l'enfermement, des retrouvailles...). Six anciens candidats sont entrés pour passer quelques heures, se sont des invités; il s'agit d'Amma Antwi-Argei (BB2), Anna Nolan (BB1), Caroline O'Shea (BB1), Grace Adams (BB7), Kathreya Kapiosa (BB9) et de Lisa Jeynes (BB4). |
| Jour 3  | Josie, en pleurs, avoue à Big Brother qu'elle ne reconnaît plus la maison et que ses anciens colocataires lui manquent (John James, Dave, Jo, Rachel, JJ, Andrew...). A 15h Josie quitte volontairement la maison, et va retrouver son petit ami John James. Un invité est venu dans la maison; il s'agit de Darren Ramsay, le finaliste de BB1. Il avait pour mission de retrouver les papiers des nominations et d'annoncer qui allait être soumis au vote de public. Les premiers nommés de l'aventure sont Coolio et John. |
| Jour 4  | Michelle et Victor font leur entrées dans le jeu. Ils seront logés dans la chambre secrète. Dans Ultimate Big Brother Victor et Michelle auront une influence sur la Maison. Ils seront en mesure de jouer des tours aux autres candidats, ainsi que de récompenser leurs favoris. Le couple vivra dans la chambre pendant quelques jours jusqu'à ce qu'ils entrent dans la vraie maison. Le premier candidat éliminé est John avec 50,6 % des votes du public contre lui. |
| Jour 5  | Après une altercation entre Coolio et Nadia, Big Brother décide d'exclure Coolio du jeu! Stuart Pilkington de BB9 a pour mission de faire tout ce que Nadia lui demande de faire. |
| Jour 6  | Chaque candidat a sa caricature dans la maison. Michelle et Victor font leur entrée dans la maison. Ils retrouvent Nadia de leur première saison de Big Brother, en 2004. |
| Jour 7  | Big Brother annonce que vendredi (jour 11) il y aura une double élimination. Les nommés sont Chantelle, Makosi, Nadia, Nick, Nikki et Ulrika. L'invité du jour est le premier gagnant de Big Brother, Craig Phillips. |
| Jour 8  | Big Brother fait apprendre les gestes des majorettes aux candidats. |
| Jour 9  | Ahmed Aghil, candidat BB5 est l'invité du jour. |
| Jour 10 | Nick et Ulrika doivent chanter devant les 8 autres candidats. Anthony Hutton le gagnant de BB6 entre dans la maison pour retrouver Makosi. Marco Sabba de BB5, les jumelles finaliste de BB8, Sam & Amanda (Samanda) Marchant, Glyn Wise le finaliste de BB7 sont les invités de la journée. |
| Jour 11 | Pete Bennett le gagnant de BB7 vient pour la journée. C'est l'ancien petit ami de Nikki, car ils avaient eu une relation pendant leur première aventure en 2006. Lors du prim, la première éliminée est Makosi avec 41,7 % des voix contre elle. La deuxième personne à quitter définitivement l'aventure est Nadia, avec 33,2 % des voix contre elle. Après les éliminations, Davina annonce l'arrivée d'une nouvelle candidate. Il s'agit de Vanessa, candidate au premier Celebrity Big Brother! Elle arrive en robe de mariée. |
| Jour 12 | Rex Newmark, le finaliste de BB9 et Jon Tickle de BB4 sont les invités du jours. L'élimination de Nadia fait beaucoup réagir les habitants; en effet c'est la première gagnante d'une édition de Big Brother à être éliminée de l'Ultimate Big Brother. |
| Jour 13 | Big Brother annonce que les nouvelles nominations auront lieu. Les habitants sont choqués. Michelle, Nick et Vanessa sont nommés. Deux seront éliminés. |
| Jour 14 | Brian, Chantelle, Michelle, Nick, Nikki, Preston, Ulrika, Vanessa et Victor ont comme repas de la nourriture venant de tous les continents. |
| Jour 15 | Les 9 derniers candidats en compétition doivent apprendre une chorégraphie de danse. |
| Jour 16 | Davina est l'invitée du jour. Avec 39,3 % contre elle, c'est Michelle qui est éliminée. Ensuite, avec 31,3 il s'agit de Vanessa de quitter la maison, à deux jours de la finale. |
| Jour 17 | Dernier jour pour les 7 finalistes dans l'Ultimate Big Brother. Demain, Brian, Chantelle, Nick, Nikki, Preston, Ulrika ou Victor serra sacré champion des champions! Pour l'occasion, c'est Marcus Bentley la voix de Big Brother qui est entré pour saluer les finalistes. |
| Jour 18 | Les derniers invités de l'aventure sont les animateurs de Big Brother's Little Brother, George Lamb et Emma Willis. Lors de la finale, Josie, John, Coolio, Makosi, Nadia, Michelle et Vanessa sont présents sur le plateau. Brian, Chantelle, Nick, Nikki, Preston, Ulrika et Victor sont tous de potentiels vainqueur. Avec 1,73 % pour gagner, Ulrika est la première finaliste à être éliminée par le public. Il ne reste plus que Brian, Chantelle, Nick, Nikki, Preston et Victor. Avec 1,95 % c'est Preston qui est le suivant à partir. Brian, Chantelle, Nick, Nikki et Victor sont toujours dans la maison. C'est au tour de Nick avec 5,72 % pour qu'il remporte l'ultime aventure. Plus que quatre candidats, Brian, Chantelle, Nikki et Victor. Victor reçoit 8,86 % et, est le quatrième finaliste éliminé. Les trois derniers sont Brian, Chantelle et Nikki. Le temps que le public vote entre les trois derniers, la chaine lance un magneto pour rendre hommage à Jade Goody, candidate à trois éditions (Big Brother 3, Big Brother Panto et Celebrity Big Brother 5). Avec 20,51 % pour gagner, Chantelle sort de la maison et rejoint tous les sortants, et va faire l'interview avec Davina. C'est la candidate d'un Celerity Big Brother qui est le mieux classé de cette Ulimate Big Brother. Donc il y a un face à face Brian et Nikki. La personne arrivant en seconde position, avec 30,28 % pour remporter la compétition est Nikki. C'est donc Brian qui remporte l'Ultimate Big Brother de Channel 4, avec 49,21 % des voix du public. |